# HBTQ-rättigheter i Island

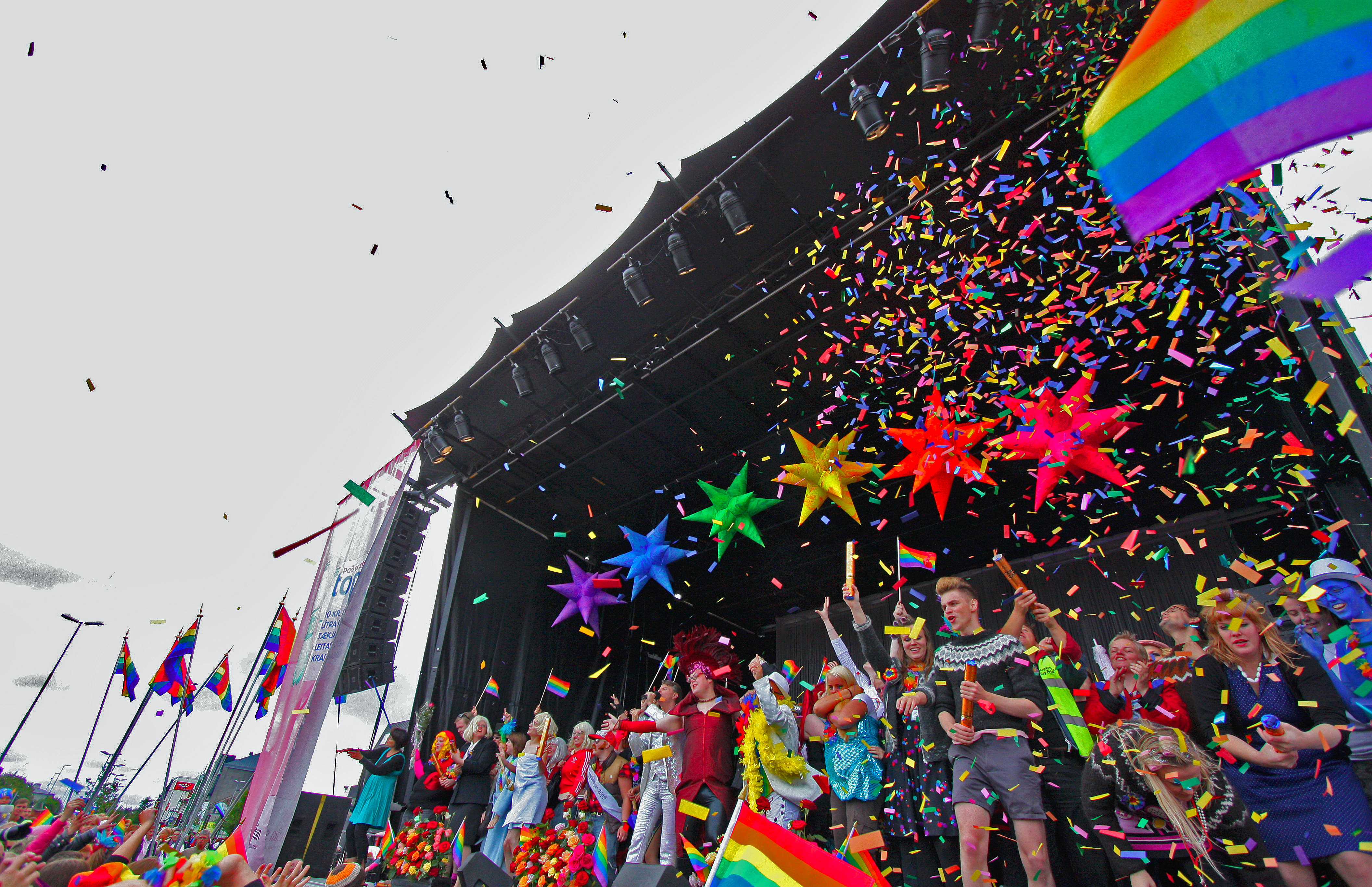
Deltagare i Prideparaden 2009 i Reykjavík

Karta över Island med regnbågsflaggan.

HBTQ-rättigheter i Island är de juridiska rättigheter som tillfaller och omfattar HBTQ-personer (homosexuella, bisexuella, trans- och queerpersoner) i Island. I februari 2009 blev Islands regeringschef Jóhanna Sigurðardóttir världens första öppna homosexuella regeringschef. Den 11 juni 2010 blev Island det tredje landet i Norden som röstade för en könsneutral äktenskapslag. Lagen trädde i kraft den 27 juni 2010. Landet anses idag vara ett av Europas och världens HBT-vänligaste länder när det kommer till lagar rörande HBTQ.
Rättigheterna för lesbiska, homosexuella, bisexuella och transpersoner (HBT) på Island är mycket progressiva. Island omtalas ofta som ett av de mest HBT-vänliga länderna i världen. Samkönade par har haft lika tillgång till adoption och in vitro-fertilisering sedan 2006. I februari 2009 tillträdde en minoritetsregering, ledd av Jóhanna Sigurðardóttir, världens första öppet homosexuella regeringschef i modern tid. Det isländska Alltinget ändrade landets äktenskapslag den 11 juni 2010 med enhällighet för att definiera äktenskap som mellan två individer, vilket gjorde samkönade äktenskap lagligt. Lagen trädde i kraft den 27 juni 2010.

## Jämlikhet mellan samkönade sexuella aktiviteter
Enligt en studie från 2020, "har forskare funnit att det var med modernisering och ökande urbanisering under senare hälften av artonhundratalet som sexuella handlingar av samkönade mellan samtyckande män blev betraktade som kriminella." 
En lag som kriminaliserade sexuell aktivitet av samma kön upphävdes 1940. 1992 sattes samtyckesåldern till 14 år, och 2007 höjdes den till 15 år, oavsett kön och sexuell läggning.

## Erkännande av samkönade relationer
Registrerat partnerskap för samkönade par blev lagligt 1996. Lagen, känd som lagen om registrerat partnerskap (isländska: Lög um staðfesta samvist), har ersatts av en könsneutral äktenskapslag den 27 juni 2010. Vid registreringen av partnerskap beviljades samkönade par många av samma rättigheter, ansvar och förmåner som äktenskap, inklusive möjligheten att adoptera styvbarn.
Den 23 mars 2010 lade Islands regering fram ett lagförslag som skulle tillåta samkönade par att gifta sig. Den 11 juni 2010 godkände parlamentet enhälligt lagförslaget, med 49 röster mot 0. Lagen trädde i kraft den 27 juni.  Den dagen gifte sig premiärminister Jóhanna Sigurðardóttir med sin partner Jónína Leósdóttir, och blev ett av de första samkönade paren som gifte sig på Island.
I oktober 2015 röstade Isländska kyrkan för att tillåta samkönade par att gifta sig i dess kyrkor.

## Adoption och familjeplanering
Den 27 juni 2006 fick isländska samkönade par en rad rättighetslagar, däribland att alllmänheten fick tillgång till IVF-behandling  och gemensam adoption av barn. Styvbarnsadoption (där en person kan adoptera sin partners biologiska barn) har varit tillåten på Island sedan 2000.

## Diskrimineringsskydd
År 1996 antog Alltinget ändringar i den isländska strafflagen, vilket lade till sexuell läggning till landets icke-diskrimineringslag. Detta gjorde det olagligt att vägra människor varor eller tjänster på grund av deras sexuella läggning, eller att anagripa en person eller grupp människor offentligt med hån, förtal, övergrepp eller hot på grund av deras sexuella läggning. År 2014 godkände parlamentet en ändring av strafflagen som lade till könsidentitet till listan över anti-diskrimineringsgrunder.
Sedan 2008 har det varit olagligt att diskriminera människor på grund av deras sexuella läggning i utbildningen.
Fram till 2018 hade Island inga lagar som förbjöd anställningsdiskriminering på någon grund. En kommitté som social- och bostadsminister Eygló Harðardóttir startade 2014 lämnade in sina slutsatser i november 2016 och rådde parlamentet att anta en allmän diskrimineringslag. En sådan lag skulle omfatta skydd på grundval av sexuell läggning, könsidentitet och könsegenskaper. Den 11 juni 2018 godkände riksdagen en lag som förbjuder anställningsdiskriminering på grund av bland annat sexuell läggning, könsidentitet, könsuttryck och könsegenskaper. Lagen, känd som lagen om likabehandling på arbetsplatsen (isländska: Lög um jafna meðferð á vinnumarkaði), trädde i kraft den 1 september 2018.

## Transpersoners rättigheter och intersexuella rättigheter
Den 11 juni 2012 röstade det isländska parlamentet för en ny lag som mildrar reglerna kring könsidentitet och tillåter ett heltäckande erkännande av erkännande av förvärvat kön och inför skydd av könsidentitet. Dessa lagar antogs den 27 juni 2012. Lagarna säger att Islands nationella universitetssjukhus är skyldigt att skapa en avdelning dedikerad till att diagnostisera könsdysfori, samt utföra könsbyteoperationer (SRS). Efter att ha genomfört en 18-månaders process, inklusive att leva 12 månader i enlighet med sitt kön, visas de sökande inför en kommitté av yrkesverksamma. Om nämnden bedömer att en diagnos av könsdysfori är lämplig informeras Folkregistret och den sökande väljer ett nytt namn för att spegla sitt kön och får ett nytt personnummer (kennitala) och ID. 
I juni 2019 röstade Alltinget med rösterna 45–0 om ett lagförslag om att implementera en självbestämmandemodell, liksom många europeiska och sydamerikanska länder. Den nya lagen tillåter transpersoner att ändra sitt juridiska kön utan att behöva få en medicinsk och psykisk störningsdiagnos, eller genomgå sterilisering och könsbyteoperation. Minderåriga kan också ändra sitt juridiska kön med föräldrarnas medgivande. Dessutom tillåter lagen individer att välja ett tredje könsalternativ som kallas "X" på officiella dokument. Lagen trädde i kraft den 1 januari 2020 och implementerades slutligen i januari 2021. Det ursprungliga lagförslaget innehöll ett förbud mot medicinska ingrepp på intersexuella barn, men detta lades ner för att öka chansen till genomgång i Altinget. Istället tillsattes en kommitté för att diskutera frågan och rapportera inom ett år.

## Sexualundervisning
Sedan 2016 har staden Hafnarfjörður information om samkönade relationer i åttonde klass (14–15 år) i sexualundervisningen.
Islands universitet anordnar flera sociala aktiviteter, såsom studiebesök, där studenter kan diskutera och lära sig om HBT-frågor.

## Bloddonation
Från och med 2022 kan homosexuella och bisexuella män lagligt donera blod efter fyra månaders uppskov eller vänteperiod.
2014 lämnade en man in en stämningsansökan mot blodgivarförbudet och beskrev den nuvarande policyn som ett tydligt exempel på diskriminering. 
I oktober 2015 tillkännagav hälsominister Kristján Þór Júlíusson sitt stöd för regeländringar för att göra det möjligt för homosexuella på Island att ge  blod. Det har meddelats att Island någon gång inom en snar framtid kommer att tillåta homosexuella och bisexuella män att donera blod.  
Efter många år av förseningar tillkännagavs det formellt i september 2021 att homosexuella och bisexuella män lagligt kan donera blod, och det trädde i kraft den 1 januari 2022. I flera år var det helt förbjudet för homosexuella och bisexuella män mot att lämna blod inom Island.
Den här artikeln är helt eller delvis baserad på material från engelskspråkiga Wikipedia, LGBT rights in Iceland, 23 november 2022.